# Eilema angulata
Eilema angulata là một loài bướm đêm thuộc phân họ Arctiinae, họ Erebidae.